# Чехословацкий легион во Франции

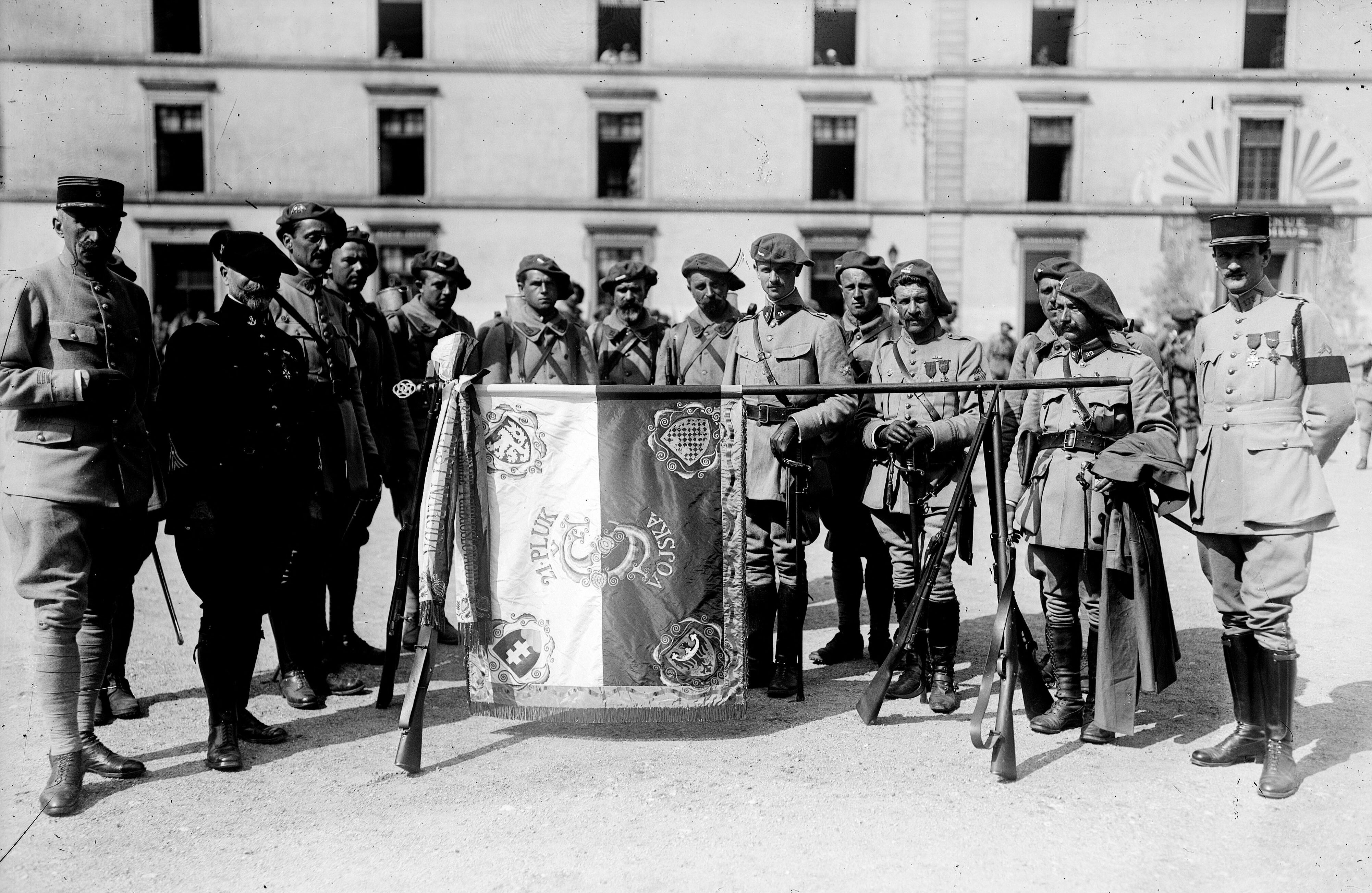
Чехословацкие легионы во Франции

В Париже 21 августа 1914 года начался набор чехословаков в Французский Иностранный легион. 31 августа в Байонне была создана 1-я рота батальона со 2-го пехотного полка Иностранного легиона. Встречаясь в городе, солдаты Сокольского движения приветствовали друг друга крича «Na zdar!» и поэтому их стали называть группой «Nazdar!» (по-чешски «rota Nazdar»). Рота входила в состав марокканской дивизии французской армии и принимала участие в тяжелых боях и в штурмах под Аррасом с 9 мая по 16 июня, где понесла тяжелые потери. Из-за них Батальон С, в том числе группа «Nazdar!» была расформирована, а добровольцы продолжали сражаться в различных подразделениях французской армии и Иностранного легиона.
Клемансо и Масарик предложили переброску легионов Т. Г. Масарика из России во Францию. Переброска называлась «Северный поход», так как легионы перевозились через Северное Море, первая переброска была осуществлена 15 октября 1917 г. из Архангельска. 
Автономная чехословацкая армия была создана 19 декабря 1917 г. декретом французского правительства. 12 января 1918 года в городе Коньяк был сформирован 21-й Чехословацкий стрелковый полк воевавший в составе французской 53-й пехотной дивизии. 20 мая 1918 года был создан 22-й Чехословацкий стрелковый полк, первоначально сражавшийся в составе французской 134-й пехотной дивизии. 29 июня правительство Франции официально признало право на независимость чехов и словаков, а на следующий день оба полка принесли присягу на верность президенту Раймону Пуанкаре и лидерам чехословацкого движения независимости, в том числе Эдварду Бенешу. На сегодняшний день, 30 июня, отмечается «День чешских вооруженных сил ».
В 1918 году во Франции под командованием генерала Филиппа была сформирована чехословацкая бригада имевшая в составе 21-е и 22-е стрелковые полки, искавшие сражения под Вузье. Осенью 1918 года бригада вернулась домой насчитывая в себе около 9600 солдат.
На картине "Panthéon de la Guerre" посреди солдат Антанты был также включён чехословацкий легион, изображённый под своим флагом.  

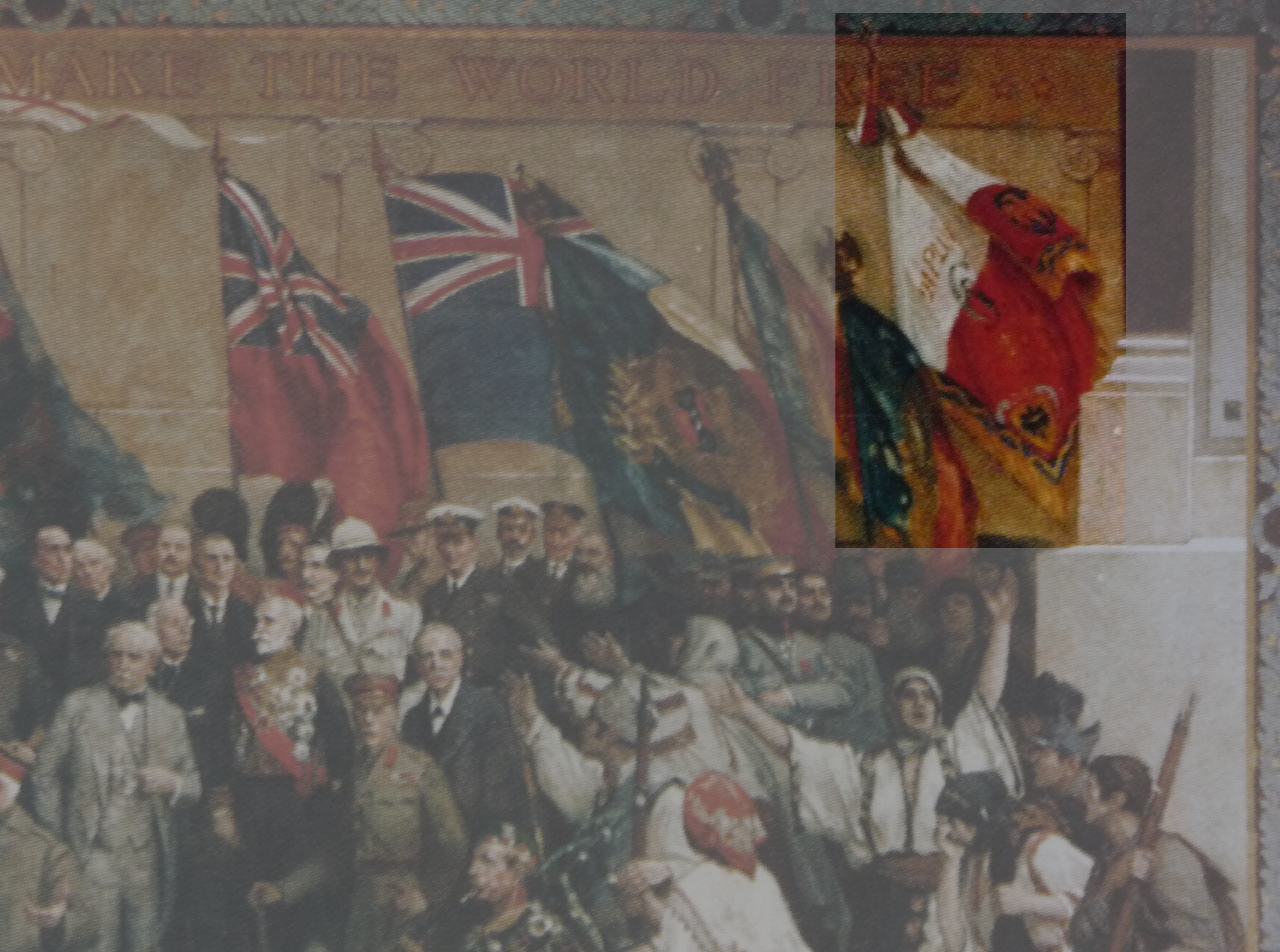
Флаг Чехословацкого легиона на картине "Panthéon de la Guerre".

Во время Первой Мировой Войны около 650 чешских и словацких легионеров погибло.

## Рекомендации
1. ↑  Preclík, Vratislav. Masaryk a legie (Masaryk and legions), váz. kniha, 219 str., vydalo nakladatelství Paris Karviná, Žižkova 2379 (734 01 Karvina, CZ) ve spolupráci s Masarykovým demokratickým hnutím (Masaryk Democratic Movement, Prague), 2019, ISBN 978-80-87173-47-3, pages 12, 23 - 24, 34, 86, 124–128, 140–148, 184–190.
2. ↑  Panthéon de la Guerre